# Sclerolobium paniculatum
Sclerolobium paniculatum är en ärtväxtart som beskrevs av Julius Rudolph Theodor Vogel. Sclerolobium paniculatum ingår i släktet Sclerolobium och familjen ärtväxter.

## Underarter
Arten delas in i följande underarter:
- S. p. paniculatum
- S. p. peruvianum
- S. p. rubiginosum
- S. p. subvelutinum

## Bildgalleri

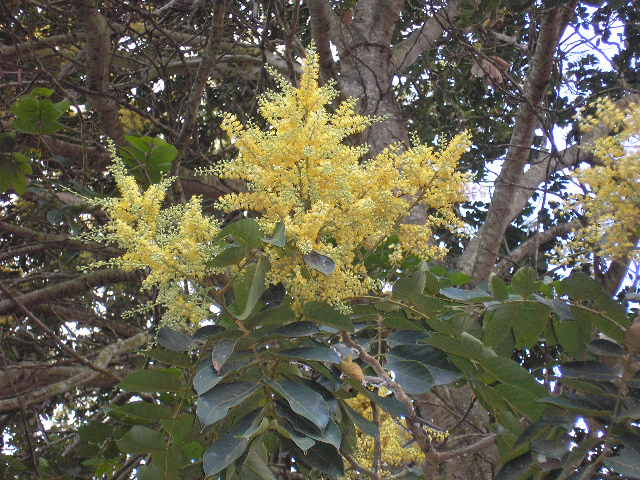
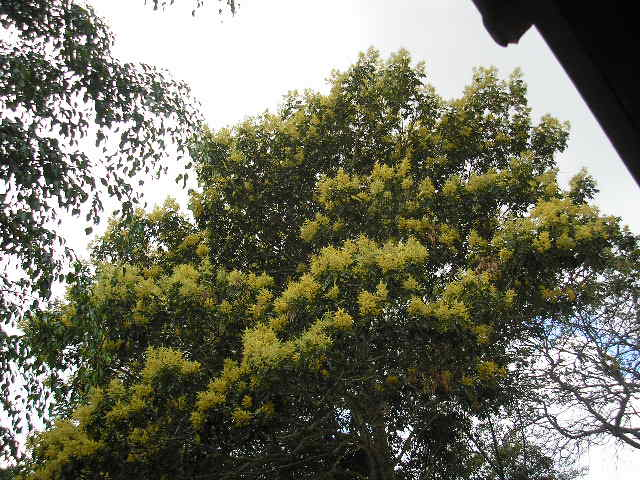